# Syzeuctus comptus
Syzeuctus comptus är en stekelart som först beskrevs av Davis 1894.  Syzeuctus comptus ingår i släktet Syzeuctus och familjen brokparasitsteklar. Inga underarter finns listade i Catalogue of Life.